# Ayanna Hutchinson
Ayanna Hutchinson (* 18. Februar 1978 in D’Abadie) ist eine ehemalige Leichtathletin aus Trinidad und Tobago, die sich auf den Sprint spezialisiert hat. 2007 gewann sie mit der 4-mal-100-Meter-Staffel ihres Landes die Bronzemedaille bei den NACAC-Meisterschaften.

## Sportliche Laufbahn
Erste internationale Erfahrungen sammelte Ayanna Hutchinson vermutlich im Jahr 1994, als sie bei den CARIFTA Games in Bridgetown in 11,88 s und 24,30 s jeweils die Goldmedaille über 100 und 200 Meter in der U17-Altersklasse gewann und mit der 4-mal-100-Meter-Staffel in 46,58 s auf Rang vier in der U20-Altersklasse gelangte. Anschließend gewann sie bei den Zentralamerika- und Karibikjuniorenmeisterschaften in Port of Spain in 11,4 s die Silbermedaille im 100-Meter-Lauf und belegte über 200 Meter in 24,9 s den vierten Platz. Daraufhin erreichte sie bei den Juniorenweltmeisterschaften in Lissabon das Viertelfinale über 100 Meter und schied dort mit 11,93 s aus. Im Jahr darauf gewann sie bei den Zentralamerika- und Karibikmeisterschaften (CAC) in Guatemala-Stadt in 3:36,29 min die Bronzemedaille mit der 4-mal-400-Meter-Staffel hinter den Teams aus Kuba und Jamaika. 1996 belegte sie bei den CARIFTA Games in Kingston in 11,63 s bzw. 24,83 s jeweils den fünften Platz über 100 und 200 Meter. In den folgenden Jahren studierte sie in den Vereinigten Staaten und 2000 nahm sie über 100 Meter an den Olympischen Sommerspielen in Sydney teil und schied dort mit 11,78 s in der ersten Runde aus. 2004 startete sie dann bei den Olympischen Sommerspielen in Athen in der 4-mal-100-Meter-Staffel und kam dort im Vorlauf nicht ins Ziel.
2005 schied sie bei den Zentralamerika- und Karibikmeisterschaften in Nassau mit 13,34 s in der Vorrunde über 100 Meter aus und im Jahr darauf schied sie bei den Commonwealth Games in Melbourne mit 11,53 s im Halbfinale aus. Anschließend belegte sie bei den Zentralamerika- und Karibikspielen in Cartagena in 11,55 s den vierten Platz über 100 Meter und schied im 200-Meter-Lauf mit 24,42 s in der ersten Runde aus. 2007 belegte sie bei den NACAC-Meisterschaften in San Salvador in 11,88 s den siebten Platz über 100 Meter und gewann in der 4-mal-100-Meter-Staffel in 43,98 s gemeinsam mit Sasha Springer-Jones, Nandelle Cameron und Fana Ashby die Bronzemedaille hinter den Teams aus Jamaika und den Vereinigten Staaten. Anschließend schied sie bei den Panamerikanischen Spielen in Rio de Janeiro mit 11,77 s im Semifinale über 100 Meter aus und belegte im Staffelbewerb in 44,33 s den siebten Platz. 2008 schied sie bei den CAC-Meisterschaften in Cali mit 11,51 s im Vorlauf über 100 Meter aus und siegte in 43,43 s mit der Staffel und stellte damit einen neuen Landesrekord auf. Daraufhin nahm sie mit der Staffel an den Olympischen Sommerspielen in Peking teil und kam dort im Vorlauf erneut nicht ins Ziel.
2009 belegte sie bei den Zentralamerika- und Karibikmeisterschaften in Havanna in 11,45 s den vierten Platz über 100 Meter und gewann in 43,75 s die Bronzemedaille in der 4-mal-100-Meter-Staffel hinter den Teams aus Saint Kitts and Nevis und Kolumbien. Anschließend schied sie bei den Weltmeisterschaften in Berlin mit 11,58 s im Halbfinale über 100 Meter aus und klassierte sich im Staffelbewerb mit 43,43 s im Finale auf dem sechsten Platz. Im Jahr darauf gewann sie bei den Zentralamerika- und Karibikspielen in Mayagüez in 11,47 s die Silbermedaille über 100 Meter hinter Tahesia Harrigan von den Britischen Jungferninseln und mit der Staffel belegte sie in 45,01 s den fünften Platz. Anschließend schied sie bei den Commonwealth Games in Neu-Delhi mit 11,58 s im Semifinale über 100 Meter aus. 2011 siegte sie in 43,47 s mit der Staffel bei den CAC-Meisterschaften in Mayagüez und belegte in 11,56 s den fünften Platz über 100 Meter. Sie setzte ihre aktive Karriere bis ins Jahr 2017 fort und beendete diese dann im Alter von 39 Jahren.
In den Jahren 1998 und 2000 wurde Hutchinson trinidadisch-tobagische Meisterin im 100-Meter-Lauf sowie 2000 auch über 200 Meter. Zudem siegte sie 2012 in der 4-mal-100-Meter-Staffel.

## Persönliche Bestzeiten
- 100 Meter: 11,26 s, 16. Juni 2000 in Port-of-Spain
  - 60 Meter (Halle): 7,28 s, 25. Februar 2000 in United States Air Force Academy
- 200 Meter: 23,32 s, 20. Mai 2006 in Marabella